# NGC 3422
NGC 3422 ist eine linsenförmige Galaxie vom Hubble-Typ S0/a im Sternbild Becher am Südsternhimmel. Sie ist schätzungsweise 186 Millionen Lichtjahre von der Milchstraße entfernt und hat einen Durchmesser von etwa 70.000 Lichtjahren.

Im selben Himmelsareal befinden sich unter anderem die Galaxien NGC 3402, NGC 3404, NGC 3421, IC 647.
Das Objekt wurde im Jahr 1880 von dem britischen Astronomen Andrew Ainslie Common entdeckt.